# Aquarium de Loudun
L'aquarium de Loudun est situé dans le nord la Vienne et est ouvert depuis juin 2000, il présente au public des poissons d'eau douce des quatre coins du monde.
Un bassin extérieur héberge des poissons rouge et autres carpes tandis qu'à l'intérieur se trouvent des espèces des plus grands lacs africains mais également des espèces amazoniennes dont les fameux piranhas.